# Criminologia applicata
La criminologia applicata è una branca della criminologia che, tramite l'impiego e l'applicazione sistematica di conoscenze scientifiche avanzate, studia la relazione tra teorie criminologiche e la loro applicazione al sistema di difesa sociale. Secondo Tom o'Connor la criminologia applicata è l'arte di creare tipologie, classificazioni, previsioni e profili dei criminali, la loro personalità e i modelli comportamentali.

## Criminologia e criminologia applicata
Negli ultimi dieci anni, i paesi industrializzati hanno incrementato lo stanziamento dei fondi nella ricerca criminologica. Ciò è dovuto in parte anche all'aumento dei corsi di laurea e dei dipartimenti accademici. Secondo Tombs e Whyte tra il 1998 ed il 2001, in America vi è stato un incremento di fondi pubblici del 500% molti dei quali erogati dal Ministero della Difesa. Si tratta di un investimento significativo che indica il crescente interesse del governo americano verso la conoscenza criminologica. Ciò, comunque, non significa che i risultati della produzione scientifica siano automaticamente applicati concretamente. Teorie differenti, che emergono da contesti differenti, sono formate da diversi fattori e pertanto hanno un altrettanto diverso impatto. Ci sono stati un certo numero di sviluppi, ad es., nella delinquenza minorile, che stimolano la società a chiedere al governo di dare un seguito ai risultati della ricerca scientifica, specialmente quella basata sulle evidenze, in modo da migliorare la pratica e la politica di sicurezza.
La capacità, dunque, di utilizzare la ricerca criminologica per informare piuttosto che legittimare la politica del governo è ancora contestata, stimolando il dibattito su come la criminologia deve essere applicata. In tal senso la criminologia non sarebbe una disciplina vera e propria ma assumerebbe valore in relazione al problema con la quale si presenta. La criminologia applicata, invece, assume valore esclusivamente sui temi di investigazione e sicurezza. Hillyard e Tombs hanno avanzato l'ipotesi che al centro delle ricerche non vi sia solo il reato in sé ma anche la minaccia. Tale prospettiva indica che i reati dovrebbero essere considerati nel contesto più ampio delle varie minacce che ogni giorno pongono a rischio la vita delle persone come, ad es., l'inquinamento, l'alimentazione, le diseguaglianze, lo sfruttamento, la sicurezza ergonomica, lo stress e la discriminazione sociale. Alcuni di questi problemi sono sicuramente di tipo criminale, ma altri non lo sono e non è scontato che il governo sappia affrontare adeguatamente il dibattito.
L'incremento dei reati ha un impatto sproporzionato sulle classi sociali specialmente su quelle più vulnerabili, che sono allo stesso tempo minacciate da altri problemi come, ad es., di natura economica ed ecologica. Secondo la prospettiva critica la maggior parte del crimine è interclasse cioè compiuto da membri dei ceti inferiori verso quelli benestanti. Tuttavia affermare che i reati delle organizzazioni e i processi di criminalizzazione hanno un impatto diverso su parti della società non significa automaticamente sottovalutare la minaccia di un reato. La criminologia applicata cerca, dunque, il metodo migliore per applicare la conoscenza criminologica ai problemi dei cittadini in modo da tutelarne e migliorarne la sicurezza.
Siccome la criminalità è diventata una questione politica, la criminologia applicata cerca di analizzare la relazione tra programma elettorale e produzione scientifica. Ciò implica il modo con il quale il governo definisce un reato, stabilisce le iniziative da intraprendere e condiziona il modo con il quale le conoscenze sono applicate. D'altra parte c'è il rischio che tale scienza sia incorporata allo Stato e che sia fortemente limitata sia l'integrità intellettuale che l'efficacia analitica.

## Metodologia
La criminologia applicata non si limita all'utilizzo delle statistiche tradizionali. Indagini campionarie a scopo criminologico sono svolte, oltre che dai ricercatori nelle università, anche da altri enti di ricerca, per esempio dal Censis e dalla Doxa. Tali metodi consentono di studiare la percezione dell'opinione pubblica in materia di criminalizzazione e di misurare quante persone sono state vittime di reati (cd. "indagini di vittimizzazione"). Il confronto fra i reati ufficialmente denunciati e quelli realmente commessi, quali risultano dagli studi di vittimizzazione, consente una sia pur sommaria valutazione del "numero oscuro" (i reati commessi ma non denunciati né rilevati ufficialmente, quasi sempre in sovranumero rispetto ai reati ufficialmente "contabilizzati"). Il problema della valutazione del "numero oscuro" è una delle maggiori sfide metodologiche per la criminologia applicata.

## Prospettive sulla criminologia applicata
Secondo Christie, la criminologia applicata non dovrebbe coinvolgere la soluzione dei problemi per conto del governo, quanto piuttosto analizzare ed individuare quali siano i problemi emergenti per la sicurezza sociale. In tal senso dovrebbe orientare l'azione di governo non esclusivamente nell'ambito del sistema di giustizia penale, ma dovrebbe volgere lo sguardo verso le politiche di più ampia portata sociale. Secondo tale prospettiva, qualsiasi tentativo di comprendere la criminologia applicata richiede una certa cognizione del contesto nel quale si presenta il problema ed ogni possibile relazione con la teoria criminologica.

## L'esperienza italiana
Non sono molti in Italia i centri di ricerca che si distinguono per un approccio applicativo ai temi della criminologia. Tra questi si segnala l'esperienza di Transcrime, centro di criminologia dell'Università Cattolica di Milano, che focalizza parte delle sue ricerche sullo sviluppo di modelli e applicazioni di risk assessment e prevenzione del rischio criminale per utenti pubblici, con un approccio orientato al contrasto e alla prevenzione dei crimini.
Inoltre, proprio per potenziare la fase di sviluppo applicativo dei suoi progetti di ricerca, nel 2015 Transcrime e Università Cattolica di Milano hanno dato vita allo spin-off universitario Crime&Tech, che rappresenta il punto di contatto tra le esigenze del mondo dell'impresa e l'esperienza di Transcrime nell'ambito della ricerca criminologica.